# Stal Mielec w Pucharze Polski w piłce nożnej

## Historia Stali Mielec w Pucharze Polski
Stal Mielec była bardzo bliska zdobycia Pucharu Polski w sezonie 1975/76, kiedy to dotarła do finału tych rozgrywek. W drodze do finału mielczanie wszystkie mecze grali na wyjeździe i wygrywali różnicą jednej bramki. Pierwszym przeciwnikiem było drugoligowe BKS Bielsko pokonany 2:1, m.in. dzięki samobójczej bramce Widucha. W 1/8 finału Stal nie mogła sobie poradzić z Włókniarzem Łódź grającym w lidze okręgowej i rozstrzygnięcie przyniósł dopiero gol Witolda Karasia w 7. minucie dogrywki. W ćwierćfinale przeciwnikiem był beniaminek I ligi Odra Opole pokonana ponownie dopiero w doliczonym czasie gry, minutę przed jego zakończeniem po strzale Grzegorza Laty. Półfinał z trzecioligowym GKS Jastrzębie przyniósł 5 bramek, a w awansie „pomógł” mielczanom zawodnik GKS Lajda, który dwukrotnie pokonał własnego bramkarza, trzecią bramkę dla Stali strzelił Grzegorz Lato. W meczu finałowym rozegranym 1 maja w Warszawie na stadionie Wojska Polskiego Stal, mimo że na papierze była faworytem spotkania, uległa Śląskowi Wrocław 0:2 po bramkach z drugiej połowy wypracowanych przez Janusza Sybisa, które strzelili Jan Erlich i Zygmunt Garłowski z karnego.
Trzykrotnie Stal docierała do półfinału rozgrywek o Puchar Polski. Pierwszy raz, w sezonie 1976/77, kiedy to wygrywając kolejno z Stalą Stalowa Wola, Stalą Rzeszów i ŁKS Łódź, mieleccy piłkarze musieli uznać wyższość Zagłębia Sosnowiec (0:1). Ponownie, w sezonie 1983/84, drugoligowa wówczas Stal dotarła do półfinału rozgrywek eliminując po drodze Jagiellonię Białystok, Błękitnych Kielce i Pogoń Szczecin, uległa dopiero Wiśle Kraków (0:0 i 0:2). Ostatni raz ta sztuka udała się w sezonie 1989/90, gdy po wyeliminowaniu Lublinianki, Ruchu Chorzów i Pogoni Szczecin, Stal została wyeliminowana przez Legię Warszawa (0:2 i 2:2).
Na początku XXI wieku Stal Mielec grała na regionalnych szczeblach Pucharu Polski, jednak dzięki dobrej postawie i zwycięstwie w regionie w sezonie 2003/04 awansowała do Pucharu Polski w sezonie 2004/05, gdzie czwartoligowy mielecki zespół zaszedł do rundy grupowej, po wyeliminowaniu w I rundzie Aluminium Konin 2:1. W grupie 8. nie sprostał konkurencji pierwszoligowych Górnika Łęczna, Polonii Warszawa, Korony Kielce i ostatecznie zajął 4. miejsce.
W sezonie 2019/20 Stal po raz pierwszy od 25 lat dotarła na szczebel ćwierćfinału Pucharu Polski, w którym uległa Lechowi Poznań 1:3.

### Mecze Stali w poszczególnych sezonach
| Sezon             | Runda                                                | Mecz | Wynik                   | Data                               |
| ----------------- | ---------------------------------------------------- | --- | ----------------------- | ---------------------------------- |
| 1950/51           | -                                                    | - | -                       | -                                  |
| 1952              | -                                                    | - | -                       | -                                  |
| 1954              | 1/32 finału                                          | Stal Mielec – Lech Poznań | 2:1                     |                                    |
| 1954              | 1/16 finału                                          | Łużyce Lubań – Stal Mielec | 3:1                     |                                    |
| 1954/55           | I runda                                              | Granat Skarżysko-Kamienna – Stal Mielec | 4:2                     |                                    |
| 1955/56           | -                                                    | - | -                       | -                                  |
| 1956/57           | runda wstępna                                        | Błękitni Kielce – Stal Mielec | 3:1                     |                                    |
| 1957/58 - 1960/61 | 1957/58 - 1960/61                                    | Pucharu Polski nie rozgrywano |                         |                                    |
| 1961/62           | 1/16 finału                                          | Karpaty Krosno – Stal Mielec | 0:2                     |                                    |
| 1961/62           | 1/8 finału                                           | ŁKS Łódź – Stal Mielec | 3:2                     |                                    |
| 1962/63           | I runda                                              | Calisia Kalisz – Stal Mielec | 3:5                     |                                    |
| 1962/63           | II runda                                             | Jowisz Gliwice – Stal Mielec | 1:0                     |                                    |
| 1963/64           | I runda                                              | Orlęta Dęblin – Stal Mielec | 0:1                     |                                    |
| 1963/64           | II runda                                             | Prokocim Kraków – Stal Mielec | 1:2                     |                                    |
| 1963/64           | 1/16 finału                                          | Stal Mielec – Unia Racibórz | 2:1                     |                                    |
| 1963/64           | 1/8 finału                                           | Stal Mielec - Polonia Bytom | 0:1                     |                                    |
| 1964/65           | II runda                                             | Unia Tarnów – Stal Mielec | 1:0                     |                                    |
| 1965/66           | II runda                                             | Hutnik II Nowa Huta – Stal Mielec | 2:0                     |                                    |
| 1966/67           | runda wstępna                                        | Mazovia Mińsk Mazowiecki – Stal Mielec | 0:1                     |                                    |
| 1966/67           | 1/16 finału                                          | Stal Mielec - Wisła Kraków | 0:2                     |                                    |
| 1967/68           | runda wstępna                                        | Avia Świdnik – Stal Mielec | 1:0                     |                                    |
| 1968/69           | -                                                    | - | -                       | -                                  |
| 1969/70           | 1/16 finału                                          | Stal Mielec – GKS Katowice | 4:0                     |                                    |
| 1969/70           | 1/8 finału                                           | Stal Mielec – Karpaty Krosno | 5:1                     |                                    |
| 1969/70           | 1/4 finału                                           | Stal Mielec - Ruch Chorzów – Stal Mielec | 4:3 1:0                 |                                    |
| 1970/71           | 1/16 finału                                          | ŁKS Łódź – Stal Mielec | 2:0                     |                                    |
| 1971/72           | 1/16 finału                                          | Avia Świdnik – Stal Mielec | 0:2                     |                                    |
| 1971/72           | 1/8                                                  | Legia Warszawa – Stal Mielec | 5:2                     |                                    |
| 1972/73           | 1/16 finału                                          | Hutnik Nowa Huta – Stal Mielec | 0:0 k. 8:6              |                                    |
| 1973/74           | 1/16 finału                                          | Concordia Piotrków Tryb. – Stal Mielec | 0:1                     |                                    |
| 1973/74           | 1/8 finału                                           | Garbarnia Kraków – Stal Mielec | 2:0                     |                                    |
| 1974/75           | 1/16 finału                                          | Stal Poniatowa – Stal Mielec | 0:4                     |                                    |
| 1974/75           | 1/8 finału                                           | Start Łódź – Stal Mielec | 0:1                     |                                    |
| 1974/75           | 1/4 finału                                           | Stal Rzeszów – Stal Mielec | 2:0                     |                                    |
| 1975/76           | 1/16 finału                                          | BKS Bielsko – Stal Mielec Szymanowicz 41' - Lato 18', Widuch 47' (samob.) | 1:2 (1:1)               | 24 sierpnia 1975                   |
| 1975/76           | 1/8 finału                                           | Włókniarz Łódź – Stal Mielec Karaś 97' | 0:1 (0:0,0:0)           | 4 grudnia 1975                     |
| 1975/76           | 1/4 finału                                           | Odra Opole – Stal Mielec Lato 119' | 0:1 (0:0,0:0)           | 24 marca 1976                      |
| 1975/76           | półfinał                                             | GKS Jastrzębie – Stal Mielec Twardowski 47', Malcherczyk 67' - Lajda 32' i 68' (samob.), Lato 32'                                                                                                | 2:3 (0:2)               | 7 kwietnia 1976                    |
| 1975/76           | finał                                                | Stal Mielec - Śląsk Wrocław Erlich 49', Garłowski 58' (k) | 0:2 (0:0)               | 1 maja 1976 Warszawa, Stadion W.P. |
| 1976/77           | 1/16 finału                                          | Stal Stalowa Wola – Stal Mielec | 0:3                     |                                    |
| 1976/77           | 1/8 finału                                           | Stal Rzeszów – Stal Mielec | 0:1                     |                                    |
| 1976/77           | 1/4 finału                                           | Stal Mielec – ŁKS Łódź | 4:1                     |                                    |
| 1976/77           | półfinał                                             | Zagłębie Sosnowiec – Stal Mielec | 1:0                     |                                    |
| 1977/78           | 1/16 finału                                          | Star Starachowice – Stal Mielec | 0:1                     |                                    |
| 1977/78           | 1/8 finału                                           | Piast Gliwice – Stal Mielec | 1:0                     |                                    |
| 1978/79           | 1/16 finału                                          | Polonia Warszawa – Stal Mielec | 0:1                     |                                    |
| 1978/79           | 1/8 finału                                           | Górnik II Zabrze – Stal Mielec | 3:0                     |                                    |
| 1979/80           | 1/16 finału                                          | Górnik Zabrze – Stal Mielec | 2:1                     |                                    |
| 1980/81           | 1/16 finału                                          | Wisła Płock – Stal Mielec | 0:2                     |                                    |
| 1980/81           | 1/8 finału                                           | Stal Mielec - Odra Opole | 1:2                     |                                    |
| 1981/82           | 1/16 finału                                          | Stal Rzeszów – Stal Mielec | 2:0                     |                                    |
| 1982/83           | 1/16 finału                                          | Górnik Wałbrzych – Stal Mielec | 3:2                     |                                    |
| 1983/84           | 1/16 finału                                          | Jagiellonia Białystok – Stal Mielec | 0:2                     | 21 września 1983                   |
| 1983/84           | 1/8 finału                                           | Stal Mielec – Błękitni Kielce | 3:0                     |                                    |
| 1983/84           | 1/4 finału                                           | Pogoń Szczecin - Stal Mielec Stal Mielec – Pogoń Szczecin | 1:3 0:2                 |                                    |
| 1983/84           | półfinał                                             | Wisła Kraków - Stal Mielec Stal Mielec - Wisła Kraków | 0:0 0:2                 | 14 maja 1984 16 maja 1984          |
| 1984/85           | II runda                                             | Górnik II Konin – Stal Mielec | 0:3                     | 5 sierpnia 1984                    |
| 1984/85           | III runda                                            | Igloopol Dębica – Stal Mielec | 1:0                     | 15 sierpnia 1984                   |
| 1985/86           | II runda                                             | Grom Czerwony Bór – Stal Mielec | 0:5                     | 7 sierpnia 1985                    |
| 1985/86           | III runda                                            | Cracovia – Stal Mielec | 3:1                     | 28 sierpnia 1985                   |
| 1986/87           | 1/16 finału                                          | Górnik Knurów – Stal Mielec | 1:2                     | 24 września 1986                   |
| 1986/87           | 1/8 finału                                           | GKS Bełchatów – Stal Mielec | 2:0                     | 29 października 1986               |
| 1987/88           | 1/16 finału                                          | Ostrovia Ostrów Wlkp. – Stal Mielec | 1:0                     | 7 września 1987                    |
| 1988/89           | II runda                                             | Karpaty Krosno – Stal Mielec | 2:1                     | 3 sierpnia 1988                    |
| 1989/90           | 1/16 finału                                          | Lublinianka – Stal Mielec | 2:3                     | 30 sierpnia 1989                   |
| 1989/90           | 1/8 finału                                           | Stal Mielec – Ruch Chorzów | 2:0                     | 18 października 1989               |
| 1989/90           | 1/4 finału                                           | Stal Mielec - Pogoń Szczecin Pogoń Szczecin - Stal Mielec | 4:2 2:2                 | 8 listopada 1989 22 listopada 1989 |
| 1989/90           | półfinał                                             | Legia Warszawa - Stal Mielec Stal Mielec - Legia Warszawa | 2:0 2:2                 | 9 czerwca 1990 13 czerwca 1990     |
| 1990/91           | 1/16 finału                                          | Mazovia Rawa Mazowiecka – Stal Mielec | 0:3                     | 29 sierpnia 1990                   |
| 1990/91           | 1/8 finału                                           | Widzew Łódź – Stal Mielec | 2:0                     | 21 listopada 1990                  |
| 1991/92           | 1/16 finału                                          | Miedź Legnica – Stal Mielec | 3:2                     |                                    |
| 1992/93           | 1/16 finału                                          | Ślęza Wrocław – Stal Mielec | 0:3                     |                                    |
| 1992/93           | 1/8 finału                                           | Śląsk Wrocław – Stal Mielec | 5:2                     |                                    |
| 1993/94           | 1/16 finału                                          | Hetman Zamość – Stal Mielec | 1:0                     | 6 października 1993                |
| 1994/95           | 1/16 finału                                          | Kryształ Stronie Śląskie – Stal Mielec | 2:2 k. 4:5              | 26 października 1994               |
| 1994/95           | 1/8 finału                                           | Bałtyk Gdynia – Stal Mielec | 0:4                     | 30 listopada 1994                  |
| 1994/95           | 1/4 finału                                           | GKS Katowice – Stal Mielec | 1:0                     | 5 kwietnia 1995                    |
| 1995/96           | 1/16 finału                                          | Avia Świdnik – Stal Mielec | 1:4                     | 24 października 1995               |
| 1995/96           | 1/8 finału                                           | Stal Mielec - Sokół Pniewy/Tychy | 1:1 k. 3:4              |                                    |
| 1996/97           | 1/16 finału                                          | Stal Mielec – Hutnik Kraków | 4:2                     |                                    |
| 1996/97           | 1/8 finału                                           | Stal Mielec - Odra Wodzisław | 0:4                     | 9 listopada 1996                   |
| 1997/98           | II runda                                             | Stal Mielec - Okocimski KS Brzesko | 0:3                     | – (walkower)                       |
| 1998/99           | Regionalny PP do 1/8 finału                          | |                         |                                    |
| 1999/2000         | Regionalny PP do 1/4 finału                          | |                         |                                    |
| 2000/01           | Regionalny PP do ?                                   | |                         |                                    |
| 2001/02           | Regionalny PP do finału okręgu                       | LKS Dębiaki - Stal Mielec | 1:4                     |                                    |
| 2001/02           | Regionalny PP do finału okręgu                       | Smoczanka Mielec - Stal Mielec | 2:5                     |                                    |
| 2001/02           | Regionalny PP do finału okręgu                       | Stal Mielec – Rzemieślnik Pilzno | 6:1                     |                                    |
| 2001/02           | Regionalny PP do finału okręgu                       | Stal Mielec – Stal Rzeszów | 2:1                     |                                    |
| 2001/02           | Regionalny PP do finału okręgu                       | Stal Mielec - Resovia | 0:2                     | 15 maja 2002                       |
| 2002/03           | Regionalny PP do ?                                   | |                         |                                    |
| 2003/04           | Regionalny PP finał okręgu                           | Ostrovia Ostrowy Baranowskie - Stal Mielec | 0:2                     | 15 października 2003               |
| 2003/04           | Regionalny PP finał okręgu                           | Victoria Czermin - Stal Mielec | 1:4                     | 16 listopada 2003                  |
| 2003/04           | Regionalny PP finał okręgu                           | Włókniarz Rakszawa - Stal Mielec | 1:2                     | 7 kwietnia 2004                    |
| 2003/04           | Regionalny PP finał okręgu                           | Stal Mielec – Stal Rzeszów | 1:1 k.3:1               | 12 maja 2004                       |
| 2003/04           | Regionalny PP finał okręgu                           | Lechia Sędziszów Małopolski – Stal Mielec | 1:5                     | 26 maja 2004                       |
| 2003/04           | Regionalny PP (finały Podkarpackiego ZPN) zwycięstwo | Zamczysko Odrzykoń - Stal Mielec | 1:4                     | 10 czerwca 2004                    |
| 2003/04           | Regionalny PP (finały Podkarpackiego ZPN) zwycięstwo | finał: LZS Turbia – Stal Mielec Leśniowski 54' i 75', Serafin 57' | 0:3                     | 23 czerwca 2004                    |
| 2004/05           | I runda                                              | Stal Mielec – Aluminium Konin | 2:1                     | 3 sierpnia 2004                    |
| 2004/05           | runda grupowa                                        | Górnik Łęczna - Stal Mielec Stal Mielec - Korona Kielce Polonia Warszawa - Stal Mielec Stal Mielec - Górnik Łęczna Korona Kielce - Stal Mielec Stal Mielec - Polonia Warszawa 4. miejsce, 1 pkt. | 2:1 2:4 1:1 0:1 4:0 0:3 | 21 września 2004 - 5 grudnia 2004  |
| 2005/06           | Regionalny PP do 1/8 finału                          | Wisła Gliny Małe - Stal Mielec | 0:6                     | 19 października 2005               |
| 2005/06           | Regionalny PP do 1/8 finału                          | Stal Mielec - Stal Rzeszów | 0:3                     | 20 listopada 2005                  |
| 2006/07           | Regionalny PP do 1/8 finału                          | LKS Dębiaki - Stal Mielec | 2:4                     | 11 października 2006               |
| 2006/07           | Regionalny PP do 1/8 finału                          | Stal Mielec - Wisłoka Dębica | 0:2                     | 25 października 2006               |
| 2007/08           | Regionalny PP do 1/4 finału                          | Radomyślanka Radomyśl Wielki - Stal Mielec | 0:8                     | 10 października 2007               |
| 2007/08           | Regionalny PP do 1/4 finału                          | Start Wola Mielecka - Stal Mielec | 1:6                     | 24 października 2007               |
| 2007/08           | Regionalny PP do 1/4 finału                          | Stal Mielec - Stal Rzeszów | 0:1                     | 8 marca 2008                       |
| 2008/09           | Regionalny PP do 1/8 finału                          | Czarnovia Czarna - Stal Mielec | 0:7                     | 1 października 2008                |
| 2008/09           | Regionalny PP do 1/8 finału                          | Stal Rzeszów – Stal Mielec | 3:1                     | 22 października 2008               |
| 2009/10           | Regionalny PP do 1/4 finału                          | Start Wola Mielecka - Stal Mielec | 1:5                     | 16 września 2009                   |
| 2009/10           | Regionalny PP do 1/4 finału                          | Raniżovia Raniżów - Stal Mielec | 0:3                     | 30 września 2009                   |
| 2009/10           | Regionalny PP do 1/4 finału                          | Igloopol Dębica – Stal Mielec | 1:0                     | 28 października 2009               |
| 2010/11           | Regionalny PP do 1/2 finału                          | Stal II Mielec - Stal Mielec | 1:3                     | 6 października 2010                |
| 2010/11           | Regionalny PP do 1/2 finału                          | Strzelec Frysztak - Stal Mielec | 1:7                     | 27 października 2010               |
| 2010/11           | Regionalny PP do 1/2 finału                          | Strumyk Malawa - Stal Mielec | 0:2                     | 13 marca 2011                      |
| 2010/11           | Regionalny PP do 1/2 finału                          | Wisłoka Dębica – Stal Mielec | 1:0                     | 30 marca 2011                      |
| 2011/12           | Regionalny PP do 1/2 finału                          | Orzeł Wólka Niedźwiedzka - Stal Mielec | 0:6                     | 28 września 2011                   |
| 2011/12           | Regionalny PP do 1/2 finału                          | Kaskada Kamionka - Stal Mielec | 0:2                     | 12 października 2011               |
| 2011/12           | Regionalny PP do 1/2 finału                          | Sokół Kolbuszowa Dolna - Stal Mielec | 1:3                     | 26 października 2011               |
| 2011/12           | Regionalny PP do 1/2 finału                          | Pogoń Leżajsk – Stal Mielec | 3:2                     | 19 listopada 2011                  |
| 2012/13           | Regionalny PP do 1/8 finału                          | Wilga Widełka - Stal Mielec | 1:7                     | 5 września 2012                    |
| 2012/13           | Regionalny PP do 1/8 finału                          | Pitmark Jaślany - Stal Mielec | 0:3                     | 26 września 2012                   |
| 2012/13           | Regionalny PP do 1/8 finału                          | Wisłoka Dębica – Stal Mielec | 5:1                     | 10 października 2012               |
| 2013/14           |                                                      | |                         |                                    |
| 2014/15           | runda przedwstępna                                   | Sparta Jazgarzew – Stal Mielec | 4:1                     | 19 lipca 2014                      |
| 2015/16           | runda wstępna                                        | Stal Mielec - Rozwój Katowice | 0:2                     | 18 lipca 2015                      |
| 2016/17           | runda wstępna                                        | Lechia Tomaszów Maz. – Stal Mielec | 0:2                     | 16 lipca 2016                      |
| 2016/17           | I runda                                              | Stal Mielec – Wisła Płock | 4:3                     | 27 lipca 2016                      |
| 2016/17           | 1/16 finału                                          | Chojniczanka Chojnice – Stal Mielec | 2:0                     | 10 sierpnia 2016                   |
| 2017/18           | I runda                                              | KSZO Ostrowiec Św. – Stal Mielec | 0:1                     | 22 lipca 2017                      |
| 2017/18           | 1/16 finału                                          | Stal Mielec - Piast Gliwice | 0:2                     | 8 sierpnia 2017                    |
| 2018/19           | I runda                                              | Pogoń Siedlce – Stal Mielec | 2:1                     | 25 września 2018                   |
| 2019/20           | I runda                                              | Olimpia Grudziądz – Stal Mielec | 0:3                     | 25 września 2019                   |
| 2019/20           | 1/16 finału                                          | Stal Mielec – Pogoń Szczecin | 2:0                     | 30 października 2019               |
| 2019/20           | 1/8 finału                                           | Błękitni Stargard – Stal Mielec | 1:2                     | 5 grudnia 2019                     |
| 2019/20           | 1/4 finału                                           | Stal Mielec - Lech Poznań | 1:3                     | 27 maja 2020                       |
| 2020/21           | I runda                                              | Karpaty Krosno – Stal Mielec | 0:2                     | 15 sierpnia 2020                   |
| 2020/21           | 1/16 finału                                          | Stal Mielec - Piast Gliwice | 1:1 k. 3:4              | 2 grudnia 2020                     |
| 2021/22           | 1/32 finału                                          | Stal Mielec - Wisła Kraków | 1:3                     | 22 września 2021                   |
| 2022/23           | I runda                                              | ŁKS Łódź – Stal Mielec | 2:2 k. 3:4              | 31 sierpnia 2022                   |
| 2022/23           | 1/16 finału                                          | Stal Mielec - Piast Gliwice | 0:3 pd.                 | 18 października 2022               |
| 2023/24           | I runda                                              | Odra Opole – Stal Mielec | 1:2                     | 26 września 2023                   |
| 2023/24           | 1/16 finału                                          | Garbarnia Kraków – Stal Mielec | 2:4 pd.                 | 8 listopada 2023                   |
| 2023/24           | 1/8 finału                                           | Stal Mielec – Widzew Łódź | 1:2                     | 6 grudnia 2023                     |
| 2024/25           | I runda                                              | Korona Kielce – Stal Mielec | 1:1 k. 4:3              | 25 września 2024                   |

## Stal II Mielec w Pucharze Polski
Czterokrotnie, dzięki zwycięstwom w regionalnym Pucharze Polski, w rozgrywkach na szczeblu centralnym Pucharu Polski uczestniczyła także druga drużyna Stali Mielec. Rezerwy grały w Pucharze bez większych sukcesów, niejednokrotnie pokazując jednak, że potrafią pokonać potencjalnie silniejsze drużyny.
| 1983/84 | I runda   | Stal II Mielec - Wisłoka Dębica        | 1:1 k. 6:7           |                  |
| 1987/88 | I runda   | Czuwaj Przemyśl – Stal II Mielec       | 2:1 (awans Stali II) |                  |
| 1987/88 | II runda  | Stal II Mielec - Resovia               | 1:2                  | 5 sierpnia 1987  |
| 1989/90 | I runda   | Czuwaj Przemyśl – Stal II Mielec       | 0:0 k. 2:4           |                  |
| 1989/90 | II runda  | Stal II Mielec – Resovia               | 3:2                  | 26 lipca 1989    |
| 1989/90 | III runda | Stal II Mielec - Stal Stalowa Wola     | 1:2                  | 16 sierpnia 1989 |
| 1992/93 | II runda  | Harnaś Tymbark – Stal II Mielec        | 2:4                  | 1 sierpnia 1992  |
| 1992/93 | III runda | Stal II Mielec – Stal Rzeszów          | 2:1                  | 12 sierpnia 1992 |
| 1992/93 | IV runda  | Stal II Mielec - Stomil-Wisłoka Dębica | 0:3                  | 26 sierpnia 1992 |